# Cedar River (Iowa River)
Der Cedar River (englisch für „Zedern-Fluss“) ist ein 544 km langer linker Nebenfluss des Iowa River in den US-amerikanischen Bundesstaaten Minnesota und Iowa.

## Geografie
Der Fluss entspringt nördlich von Sargeant im Dodge County in Minnesota und durchfließt das Mower County, bevor er die Nordgrenze von Iowa passiert.
Im weiteren südöstlichen Verlauf durchfließt der Cedar River das Mitchell, das Floyd, das Chickasaw und das Bremer County, bevor er im Black Hawk County die nahe beieinander liegenden Städte Cedar Falls und Waterloo erreicht. Danach durchfließt der das Benton County und erreicht im Linn County mit Cedar Rapids die größte Stadt an seinen Ufern.
Danach durchfließt der Cedar River noch das Johnson, das Cedar und das Muscatine County, bevor er im Louisa County in der Stadt Columbus Junction in den kürzeren Iowa River mündet. Dieser mündet rund 40 km weiter südöstlich in den Mississippi, der die Grenze zu Illinois bildet.